# Denise Richards
Denise Lee Richards, ameriška filmska in televizijska igralka ter bivši fotomodel, * 17. februar 1971, Downers Grove, Illinois, Združene države Amerike.
Zaigrala je v filmih, kot so Starship Troopers (1997), Wild Things (1998), Crkni, lepotica! (1999), kot Bondovo dekle v Vse in še svet (1999) in Valentine (2001). Kasneje je zaigrala tudi v filmih Film, da te kap 3 (2003), Pravzaprav ljubezen (2003), Edmond (2005) in Madea's Witness Protection (2012). Pojavila se je v mnogih televizijskih serijah, na primer Melrose Place (1996), Vsi županovi možje (2001) in Dva moža in pol (2003), leta 2001 pa je zaigrala sestrično Monice in Rossa Gellerja v seriji Prijatelji. Med letoma 2008 in 2009 je zaigrala v lastnem resničnostnem šovu, Denise Richards: It's Complicated, za kanal E!. Med letoma 2010 in 2011 se je redno pojavljala v seriji Blue Mountain State. Leta 2012 se je pojavila v serijah 30 Rock, Bes pod kontrolo in  90210. Trenutno igra v ABC-jevi televizijski seriji Twisted, kjer ima vlogo bivše bogatašinje in mame morilca.

## Zgodnje življenje
Denise Richards se je rodila v Downers Grove, Illinois, Združene države Amerike, kot hči Joni Lee, lastnice kavarne, ter Irva Richardsa (roj. 1950), telefonskega popravljalca. Ima eno sestro, Michelle. Njeni predniki so se v ZDA preselili iz Francije, Walesa in Nemčije. Odraščala je v Downers Groveu in Mokeni. Leta 1989 je maturirala na srednji šoli El Camino v Oceansideu, Kalifornija. V otroštvu je bila »edino dekle v bejzbolski ekipi.«

## Kariera
Večino devetdesetih je Denise Richards preživela ob snemanju nizkoproračunskih filmov, kot je Saved by the Bell, televizijskih filmov ter epizod raznih televizijskih serij, kot je Družina za umret (1991), kjer se je pojavila le za pet sekund. Zaigrala je v serijah, kot so Beverly Hills, 90210 (1992), Seinfeld (1993), Lois in Clark (1994) in Melrose Place (1996).
Njena prva pomembnejša vloga je bila vloga v filmu Paula Verhoevena Starship Troopers leta 1997. Film je po svetu zaslužil 121.214.377 $, Richardsova pa je bila za svoj nastop nominirana za nagrado Blockbuster Entertainment Award za najljubšo žensko novinko. Leta 1998 je zaigrala v erotičnem trilerju Wild Things. Revija Variety je pohvalila njen prehod iz dobrega dekleta v zlobno in manipulativno žensko, v nadaljevanju pa je novinar napisal, da je bila del »igralske zasedbe, ki očitno uživa v izivu, ki ga predstavljajo nekovencionalne vloge in nenavadno gradivo. Igralci nikoli ne zaigrajo napačne note.« Leta 1998 se je pojavila v videospotu za pesem »Canadian Rose« glasbene skupine Blues Traveler.
Leta 1999 je dobila vlogo doktorice nuklearne fizike, Christmas Jones, v filmu o Jamesu Bondu, Vse in še svet. Čeprav je sama menila, da je vloga »pametna«, »atletska« in da ima lik globino, so jo kritizirali, češ da nima dovolj kredibilnosti za upodabljanje takšne vloge. Njena garderoba v filmu, ki so jo v večini sestavljale oprijete hlače in kratke majice, je bila deležna mnogih komentarjev. Leta 2008 jo je časopis Entertainment Weekly označil za eno najslabših Bondovih deklet vseh časov, za svoj nastop v filmu pa je bila leta 1999 nagrajena z zlato malino za najslabšo stransko igralko; kljub temu je bila za isti film nominirana tudi za nagrado Blockbuster Entertainment Award v kategoriji za »najljubšo igralko - Akcija.«
Kasneje tistega leta je Denise Richards poleg Kirsten Dunst zaigrala v satiri o lepotnih tekmovanjih, filmu Crkni, lepotica!. Njeno upodobitev razvajene princeske je časopis Los Angeles Times pohvalil in napisal, da je »enako grozna kot je lepa.« Leta 2001 je zaigrala v Cassie Geller, sestrično Rossa in Monice Geller, v epizodi »The One with Ross and Monica's Cousin« serije Prijatelji. Kasneje tistega leta je zaigrala Jennifer Duncan, dekle lika Charlieja Sheena, v štirih epizodah televizijske serije Vsi županovi možje. Dve leti kasneje je zaigrala bivše dekle Sheenovega lika v seriji Dva moža in pol. Leta 2005 je zaigrala v UPN-jevi seriji Sex, Love & Secrets, ki pa so jo kmalu ukinili. V tistem času je zaigrala tudi v različnih filmih, kot na primer Valentine (2001), Brat pod krinko (2002) in Film, da te kap (2003). Leta 2003 je imela manjšo vlogo v britanski komediji Pravzaprav ljubezen, leta 2005 pa se je poleg Julie Stiles pojavila v filmu Edmond.
Leta 2008 je ponovno zaigrala poleg Therese Russell, ki je v filmu Wild Things zaigrala njeno mamo. Skupaj sta poleg Jessice Chastain zaigrali v neodvisni drami Jolene, ki ga je filmski kritik revije The New York Observer pohvalil zaradi »odlične zbrane igralske zasedbe,« od katerega gledalci »odidejo navdušeni«. Pojavila se je v osmi sezoni serije Dancing with the Stars. Z njenim partnerjem Maksimom Chmerkovskiyjem so ju izključili 24. marca 2009.
Leta 2010 se je pridružila igralski zasedbi Spikeove humoristične serije Blue Mountain State. V njej je zaigrala Debro, bivše dekle trenerja Danielsa. Julija 2011 je izdala svojo avtobiografijo, The Real Girl Next Door, ki je zasedla prvo mesto na seznamu najbolje prodajanih knjig časopisa New York Times. Septembra 2011 naj bi zavrnila ponudbo, da bi za 100.000 $ zaigrala bivše dekle na Charliejevem pogrebu v seriji Dva moža in pol. Mesec dni kasneje je pričela snemati epizodo za NBC-jevo komedijo 30 Rock. Novembra 2011 je Richardsova pričela igrati v TV Guide Networkovi seriji, Hollywood Moms' Club, leta 2012 je zaigrala v prvi epizodi ABC-jeve Twisted (najprej poznana pod imenom Socio), ki jo od februarja 2013 na ABC-ju predvajajo redno.

## Javna podoba
Leta 1990 je Denise Richards pri devetnajstih odšla na operacijo za povečanje prsi, kjer pa ji je kirurg vstavil večje vsadke, kot tiste, za katere je prosila. Med pripravami na snemanje filma Wild Things leta 1998 je odšla na še eno operacijo, s katero je nameravala popraviti rezultate stare, vendar ji je zdravnik zopet vstavil večje vsadke, kot je pričakovala. Decembra 2004 je pet mesecev po rojstvu njene prve hčerke pozirala za revijo Playboy. S fotografijami je želela »spodbuditi ženske k temu, da je dobro sprejeti svojo seksualnost, pa čeprav si mama … V tistem času sem že imela nekaj zakonskih težav [s Charliejem Sheenom], nisem se počutila privlačno in mislila sem, da moram nekaj dokazati.« Julija 2006 je posnela podobne fotografije za revijo Jane; denar, ki ga je s slikami zaslužila, je darovala dobrodelni organizaciji Clothes Off Our Back Foundation.
Leta 1999 se je uvrstila na deveto mesto seznama »50 najprivlačnejših žensk« revije Maxim, leta 2001 pa na drugo mesto seznama »100 ameriških najprivlačnejših žensk« in peto mesto seznama »100 najprivlačnejših žensk« revije FHM. Istega leta se je uvrstila na devetnajsto mesto lestvice »50 najlepših žensk« spletne strani AskMen.com. Revija Men's Health jo je imenovala za eno od »100 najbolj vročih žensk vseh časov«.
Richardsova je sodelovala pri kampanji NOH8 in izrazila svojo podporo istospolnim zakonom; pred mnogimi leti je v intervjuju s Howardom Sternom priznala, da je imela tudi sama razmerje z žensko. Ko jo je vprašal, kdo je bila, je odvrnila: »Saj veš, kdo,« tako da imena svoje bivše partnerke ni nikdar izdala.

## Zasebno življenje

### Zakon s Charliejem Sheenom in otroci
Denise Richards je Charlieja Sheena prvič srečala na snemanju serije Dober nasvet leta 2000. Hoditi sta pričela šele oktobra 2001, ko sta se ponovno srečala na snemanju Sheenove serije Vsi županovi možje. Zaročila sta se 26. decembra 2001, poročila pa sta se 15. junija 2002 na domovanju ustvarjalca prej omenjene serije, Gary David Goldberg. Imata dve hčerki, Sam J. Sheen (roj. 9. marec 2004) in Lolo Rose Sheen (roj. 1. junij 2005).
Marca 2005, ko je bila še noseča z njuno drugo hčerko, je Richardsova vložila zahtevo za ločitev od Sheena. Par se je za kratek čas pobotal in pričel obiskovati zakonsko posvetovalnico. Kakorkoli že, 4. januarja 2006 so njeni predstavniki oznanili, da bo s procesom ločitve nadaljevala. Kasneje je proti Sheenu zaradi domnevnih groženj s smrtjo vložila tudi zahtevo za prepoved približevanja. 19. aprila 2009 je v Kaliforniji vložila dokumente za finalizacijo ločitve.
Leta 2008 se je Denise Richards odločila, da bo svoji in Sheenovi hčerki vključila v svoj novi E!-jev resničnostni šov Denise Richards: It's Complicated, ki se je prvič predvajal 26. maja 2008. Njen bivši mož je to dejanje označil za »pohlepno, nečimrno in izkoriščevalsko« in se odločil, da bo na sodišču zahteval, da se nastop njegovih hčera v šovu prepreči. 25. januarja 2008 je dobila skrbništvo nad obema hčerkama, tako da ju je v šov lahko vključila. Ko je sodnik zavrnil Sheenovo zahtevo za preprečitev nastopanja njegovih hčera na televiziji, je igralec svoje oboževalce pozval, naj resničnostni šov bojkotirajo. Aprila 2009 sta dosegla sporazum glede skrbništva nad njunima hčerkama in Sheen je dejal, da sta morala »storiti, kar je najbolje za dekleti.«
Junija 2011 je Denise Richards kot samska mati posvojila svojo tretjo hčerko, Eloise Joni. Eloiseino srednje ime je ime Deniseine matere, ki je decembra 2007 umrla zaradi raka. Richardsova je dojenčico posvojila po dveletnem procesu, ki je potekal le v Združenih državah Amerike.
Poleti 2012 sta se Richardsova in Sheen razumela in veliko časa s svojima otrokoma preživela skupaj. Istega leta je on zaigral v njenem filmu Madea's Witness Protection, ona pa se je pojavila v njegovi FX-jevi seriji Bes pod kontrolo. Maja 2013 je Richardsova s Sheenovo podporo dobila skrbništvo nad Bobom in Maxom, dvojčkoma, ki sta se leta 2008 rodila Sheenu in njegovi tretji ženi, Brooke Mueller, ko ju je socialna služba umaknila iz doma Muellerjeve zaradi njene zasvojenosti z drogami. Richardsova je za otroka skrbela že prej, med drugim tudi decembra 2012, ko je Muellerjeva odšla na odvajanje v Adderall.

### Težave s paparazzi
8. novembra 2006 so v kazino River Rock v Richmondu, Britanska Kolumbija, kjer je Denise Richards snemala film, poklicali policijo. Potem, ko je na balkonu bližnje sobe v svojem hotelu videla dva fotografa, ki jo snemata, se je z njima soočila in njuna prenosna računalnika vrgla z balkona. Eden od računalnikov je padel na osemdesetletnico v vozičku, drugi pa je oplazil roko enaindevetdesetletnice. Nobena od žensk ni bila resno poškodovana in Denise Richards se ni soočila z nobenimi obtožbami.

### Delo z zapuščenimi živalmi
Richardsova je večkrat sodelovala z organizacijo Best Friends Animal Society, vključno s programom Pup My Ride, v sklopu katerega so majhne pse prestavili iz zavetišč, kjer veliko živali uspavajo, v druge dele Združenih držav, kjer je večje povpraševanje po majhnih psih. Redno se je pojavljala v mesečnem prispevku za časopis Access Hollywood, kjer so prikazovali pse, ki jih je organizacija rešila, in ki so na voljo za posvojitev. Med obiskom New Yorka za pomoč tamkajšnjim prebivalcem po hurikanu Sandy je posvojila psička iz zavetišča v Long Islandu.

## Filmografija

### Filmi
| Leto | Naslov                     | Vloga                        | Opombe |
| ---- | -------------------------- | ---------------------------- | --- |
| 1993 | Loaded Weapon 1            | Cindy #1                     | |
| 1994 | Tammy and the T-Rex        | Tammy                        | |
| 1995 | 919 Fifth Avenue           | Cathy Damore                 | Televizijski film |
| 1995 | P.C.H.                     | Jess                         | Televizijski film |
| 1996 | In the Blink of an Eye     | Tina Jacobs                  | Televizijski film |
| 1996 | Pier 66                    | Colleen                      | Televizijski film |
| 1997 | Starship Troopers          | Carmen Ibanez                | Nominirana — Blockbuster Entertainment Award za najljubšo žensko novinko |
| 1997 | Nowhere                    | Jana                         | |
| 1998 | Wild Things                | Kelly Lanier Van Ryan        | Nominirana — MTV Movie Award za najboljši poljub (skupaj z Neve Campbell in Mattom Dillonom)                                                                                                  |
| 1998 | Lookin' Italian            | Elizabeth                    | |
| 1999 | Vse in še svet             | Dr. Christmas Jones          | Zlata malina za najslabšo stransko igralko Nominirana — Blockbuster Entertainment Award za najboljšo igralko - Akcija Nominirana — Zlata malina za najslabši par (skupaj s Piercem Brosnanom) |
| 1999 | Crkni, lepotica!           | Rebecca »Becky« Ann Leeman   | |
| 1999 | Tail Lights Fade           | Wendy                        | |
| 2001 | Dober nasvet               | Cindy Styne                  | |
| 2001 | Valentine                  | Paige Prescott               | |
| 2002 | Empire                     | Trish                        | |
| 2002 | Brat pod krinko            | Penelope Snow/bela hudičevka | |
| 2002 | You Stupid Man             | Chloe                        | |
| 2002 | The Third Wheel            | Diana Evans                  | |
| 2003 | Film, da te kap 3          | Annie Logan                  | |
| 2003 | Pravzaprav ljubezen        | Carla                        | Nominirana — Phoenix Film Critics Society Award za najboljšo igralsko zasedbo |
| 2004 | I Do (But I Don't)         | Lauren Candell               | Lifetimeov televizijski film |
| 2004 | Kurba                      | Rebecca                      | |
| 2005 | Edmond                     | B-dekle                      | |
| 2008 | Blondinki                  | Dawn St. Dom                 | |
| 2008 | Jolene                     | Marin Leger                  | |
| 2009 | Kambakkht Ishq             | Ona                          | Bollywoodski film (hindujščina) |
| 2009 | Deep in the Valley         | Autumn Bliss                 | |
| 2010 | Finding Bliss              | Bliss / Laura                | |
| 2011 | Cougars, Inc.              | Judy                         | |
| 2011 | Freeloaders                | Ona                          | |
| 2012 | Madea's Witness Protection | Kate Needleman               | |
| 2012 | Plava laguna: Prebujenje   | Barbara Robinson             | Lifetimeov televizijski film |

### Televizija
| Leto         | Naslov                            | Vloga                      | Opombe                                                                                                |
| ------------ | --------------------------------- | -------------------------- | --- |
| 1991         | Družina za umret                  | Dekle #2                   | 1 epizoda: »Kelly Does Hollywood: Part 2«                                                             |
| 1991         | Saved by the Bell                 | Cynthia                    | Slaterjeva skrivna občudovalka, ki se pretvarja, da se utaplja, da jo reši iz vode.                   |
| 1991         | Doogie Howser, M.D.               | Alissa                     | Doogiejevo dekle                                                                                      |
| 1992         | Beverly Hills, 90210              | Robin McGill               | |
| 1993         | Seinfeld                          | Molly Dalrymple            | 1 epizoda: »The Shoes«; kot Denise Lee Richards.                                                      |
| 1994         | Lois in Clark                     | Angela                     | 1 epizoda: »Season's Greedings«                                                                       |
| 1996         | Melrose Place                     | Brandi Carson              | 3 epizode                                                                                             |
| 1996         | Weird Science                     | Valerie                    | 1 epizoda: »Funhouse of Death«                                                                        |
| 2001         | Prijatelji                        | Cassie Geller              | 1 epizoda: »The One with Ross and Monica's Cousin«                                                    |
| 2001         | Vsi županovi možje                | Jennifer Duncan            | 4 epizode: »Chinatown«, »She's Gotta Habit«, »Sleeping with the Enemy« in »A Tree Falls in Manhattan« |
| 2003         | Dva moža in pol                   | Lisa                       | Najljubše dekle Charlieja Harperja (v epizodah »Merry Thanksgiving« in »Yes, Monsignor«)              |
| 2005         | Sex, Love & Secrets               | Jolene Butler              | Konec serije po 4 epizodah                                                                            |
| 2008 – 2009  | Denise Richards: It's Complicated | Ona                        | |
| 2009         | Dancing with the Stars            | Ona                        | Z Maksimom Chmerkovskiyjem izključena po treh tednih                                                  |
| 2010         | Harry ljubi Liso                  | Ona                        | 1 epizoda                                                                                             |
| 2010–2011    | Blue Mountain State               | Debra Simon                | Stranska vloga                                                                                        |
| 2011         | Hollywood Moms' Club              | Ona                        | |
| 2012         | 30 Rock                           | Ona                        | 1 epizoda                                                                                             |
| 2012         | Bes pod kontrolo                  | Lorry                      | 1 epizoda                                                                                             |
| 2012         | Kickin' It                        | Leona/The Black Belt Widow | 1 epizoda                                                                                             |
| 2012         | 90210                             | Gwen Thompson              | 1 epizoda                                                                                             |
| 2013 - danes | Twisted                           | Karen Desai                | Stranska vloga                                                                                        |